# The Dust Brothers
The Dust Brothers – duet producentów muzycznych, założony w 1985 w Los Angeles przez E.Z. Mike’a (właściwie Mike Simpson) i Kinga Gizmo (właściwie John King). Są znani z używania w swej muzyce wielu sampli i zainteresowania muzyką hip hop. Do ich najbardziej znanych produkcji należą: Paul’s Boutique Beastie Boys, Odelay Becka, soundtrack do filmu Fight Club czy hit MMMBop zespołu Hanson.

## Historia
Duet został założony początkowo w celu prowadzenia audycji hip-hopowej „The Big Beat Showcase”, której Simpson był od 1993 roku prowadzącym. Później byli oni Dj-ami na przyjęciach i producentami początkujących artystów. Przelom nastąpił, kiedy poznali Adama Yaucha z Beastie Boys i dostali propozycję wyprodukowania ich płyty Paul’s Boutique, która okazała się sukcesem komercyjnym i artystycznym. W latach 90. często wykorzystywano ich jako producentów ścieżek dźwiękowych do filmów, a także dla muzyków takich jak Carlos Santana czy Korn. W kolejnej dekadzie współpracowali także m.in. z Linkin Park i They Might Be Giants.